# Amos Ives Root
Amos Ives Root (* 1839- 1923) fundó en 1869 la A. I. Root Company, empresa que ha pertenecido a la familia por cuatro generaciones; ubicada en la ciudad de Medina, Ohio, Estados Unidos. 
Fue joyero, y varias cuestiones despertaron su interés, la electricidad, la hibridación de los cultivos, el desarrollo de nuevas fuentes alimentarias y el vuelo de los Hermanos Wright. First Published Account of the Wright Brothers, Flight By Amos Ives Root, Reprinted from Gleanings in Bee Culture, Jan 1, 1905 The A.I. Root Company, Medina, Ohio. 
Se interesó por la apicultura una docena de años, tiempo en el cual estableció la base de la apicultura comercial en todo el mundo, mediante la estandarización y producción masiva de colmenas y sus partes, siendo el rodillo para estampar cera su propia invención. 
Durante la crisis financiera, recurrió a la oración para pedir ayuda, ésta llegó de un visitante misterioso de Canadá, quien le prestó lo que necesitaba para salvar su empresa, a partir de allí se convirtió en un hombre profundamente religioso, por el resto de su vida.
Sus hijos fueron Ernest Robert Rooot (1962-1953) y Huber H. Root (1883-1972). El primero con el yerno del fundador J. T. Calvert, se hizo cargo de la empresa después de la creación y la llevó a una posición descollante, demostrando un interés profundo y duradero en la apicultura, y su influencia se vio aumentada por su extraordinaria oratoria y prosa. Además de dar conferencias en muchos y distantes lugares fue el autor de The ABC and XYZ of Bee Culture, que se convirtió en el tratado de apicultura más conocido en el mundo. 
Huber H. Root fue químico y demostró interés en la cera de abejas. Como resultado de su conversión al catolicismo, hizo que la empresa incorporara la fabricación de velas de cera, primariamente para abastecer a las iglesias, siendo esta fracción uno de los cometidos más importantes de la compañía. 
Antes de la Primera Guerra Mundial, A. I. Root, manejó apiarios extensivos y fue el mayor fraccionador de miel de los Estados Unidos. Las fluctuaciones del precio de este producto después de la guerra, casi lo llevan al desastre. Hoy la producción y el fraccionamiento de miel no desempeñan un papel importante de la empresa.
Alan Irving Root hijo de Ernest Root preside ahora la empresa, conjuntamente con su propio hijo John Root, que es vicepresidente y gerente general. El hijo de John Root, Brad Root, entró a la empresa siguiendo los pasos de sus antecesores y representa la quinta generación de esta familia.